# کشیم گردن‌سرخ

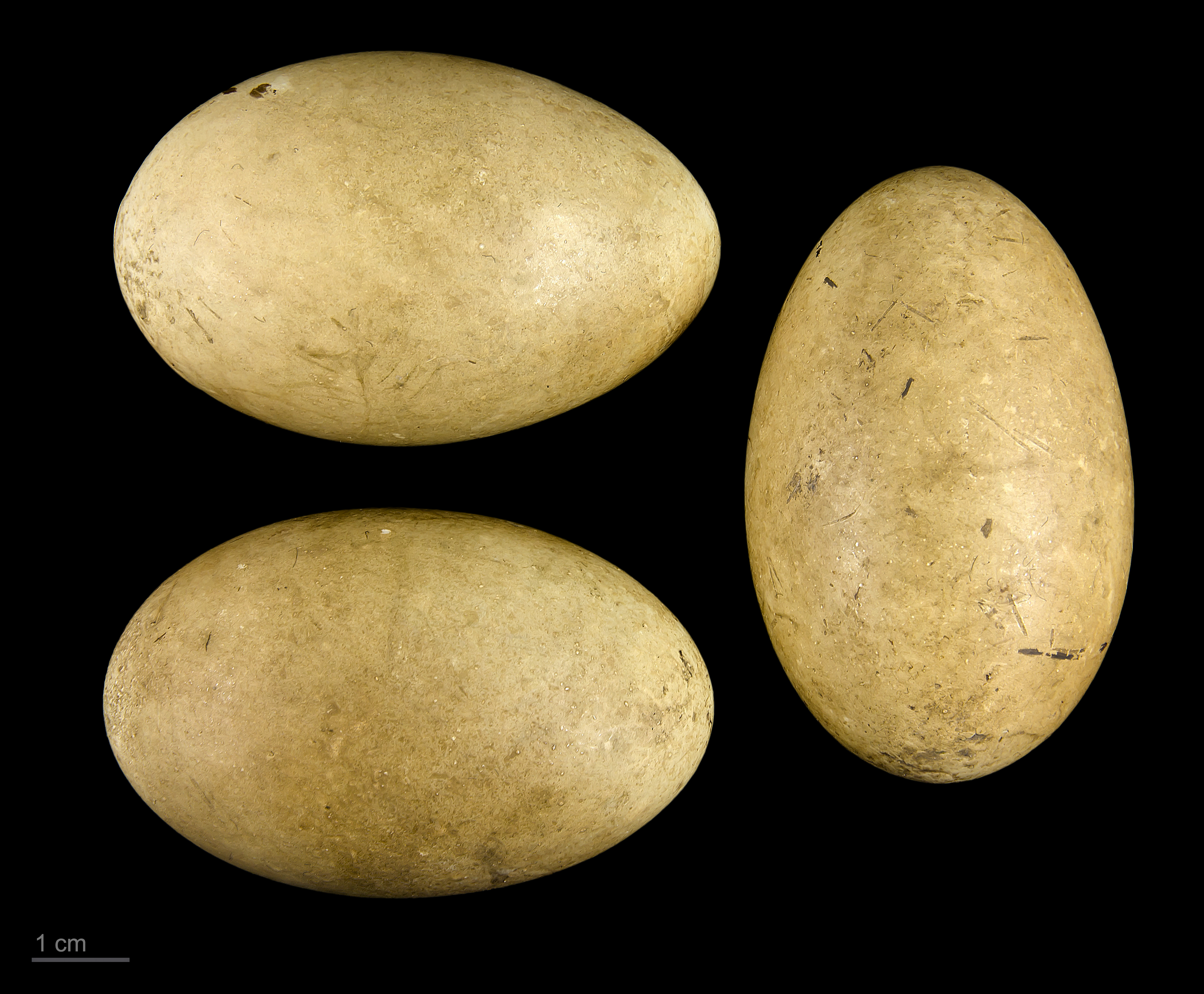
Podiceps grisegena

کشیم گردن‌سرخ (نام علمی: Podiceps grisegena) گونه‌ای کشیم کوچ‌کننده است که بیشتر در نیمکره شمالی یافت می‌شود. در زمستان این پرندگان معمولاً به سواحل آرام اقیانوس‌ها می‌روند اگرچه ممکن است به دریاچه‌های بزرگ هم کوچ کنند.
مانند همه کشیم‌ها، کشیم گردن‌سرخ معمولاً شناگر ماهری است و در مواقع احساس خطر بیشتر شنا می‌کند تا پرواز.

## ویژگی‌های ریخت‌شناسی
طول کشیم گردن‌سرخ ۴۵ سانتی‌متر است. منقار آن به رنگ سیاه با قاعدهٔ زرد روشن است و در زمستان‌ها به رنگ خاکستری روشن دیده می‌شود. روتنه این پرنده قهوه‌ای مخلوط با خاکستری است که سفیدی کمتری دارد. در انتهای سر و بالای گردن دو پس کاکل کوچک وجود دارد. کشیم گردن‌سرخ را در فصل تولید مثل می‌توان از روی گردن بلوطی و گونهٔ خاکستری و نیز لکه سیاه‌روی سرش، که تا چشم‌ها امتداد دارد، از کشیم شانه‌دار بزرگ متمایز کرد. همچنین در پرواز، بال‌هایش مانند بال‌های کشیم شانه‌دار بزرگ، دو لکهٔ سفید دارد که لکهٔ پیش بال وسعت کمتری دارد.

## زیستگاه
این پرنده، زمستان‌ها، عمدتاً در نزدیکی سواحل برده و در نیزارها و آبگیرهای پر گیاه تخم‌گذاری می‌کند. در ایران، در زمستان‌ها به نسبت فراوان است اما به تعداد اندک تولید مثل می‌کند.